# Тустань (село)
Ту́стань (укр. Тустань) — село в Дубовецкой сельской общине Ивано-Франковского района Ивано-Франковской области Украины.
Население по переписи 2001 года составляло 1412 человек. Почтовый индекс — 77170.